# De Castro
Pour les articles homonymes, voir Castro.
Cette page présente le nom de famille De Castro ainsi que ses variantes.
 (décembre 2012).
Si vous disposez d'ouvrages ou d'articles de référence ou si vous connaissez des sites web de qualité traitant du thème abordé ici, merci de compléter l'article en donnant les références utiles à sa vérifiabilité et en les liant à la section « Notes et références ».
De Castro est un nom de famille portugais et hispanique.

## Personnalités portant ce patronyme
De Castro est un patronyme d'origine portugaise ou espagnole extrêmement répandu dans le monde hispanique. Il est notamment porté par :
- Inés de Castro (1325-1355), noble galicienne, déclarée reine consort de Portugal après sa mort ;
- Don Diego Enriquez de Castro, baron d'Etterbeek  (une rue Baron de Castro existe encore à Etterbeek, dans la région bruxelloise, rendant hommage au personnage). Il obtint ce titre en 1673 du jeune roi Charles II d'Espagne, souverain des Pays-Bas espagnols ;
- Eugénio de Castro (1869-1944), poète portugais ;
- Iná Elias de Castro (née en 1950), géographe politique brésilienne ;
- Jacques de Castro (1844-1908), financier britannique ayant joué un rôle dans l'affaire Dreyfus ;
- Jean de Castro (1540-1600), compositeur belge ;
- José Maria Ferreira de Castro (1898-1974), homme de lettres portugais ;
- Nicolaus de Castro, inquisiteur belge connu par la médaille à son effigie et de ses armoiries ecclésiastiques datée de 1567[1] ;
- Duc de Castro-Enriquez, grand d'Espagne (crée par Isabelle II en 1858) ;
- Eduardo de Castro (1907-1955), acteur et réalisateur philippin.
- Rosalía de Castro, écrivaine et poétesse espagnole

## Éponymes
- L'Abbesse de Castro, nouvelle du recueil de nouvelles Chroniques italiennes de Stendhal, écrite en 1855.
- Rue Baron de Castro, rue de la ville d'Etterbeek en Belgique.